# منصور دان علي
منصور دان علي (بالإنجليزية: Mansur Dan Ali)‏ هو عسكري نيجيري، ولد في 25 أغسطس 1959.